# In Waves
Albums de Trivium
Shogun
(2008) Vengeance Falls
(2013)
In Waves est le cinquième album studio du groupe américain de metal Trivium. Il est sorti entre les dates du 2 et du 9 août 2011, selon l'endroit chez le label Roadrunner Records.

## Contexte
Cet album est le premier album où Nick Augusto officie à la batterie après le départ de Travis Smith en 2009. Dans plusieurs interviews, le groupe déclare que l'album se rapproche plus du style d'Ascendancy que celui de The Crusade ou Shogun.
Le premier single extrait de l'album, In Waves, sort le 21 mai 2011 et est dans un premier temps disponible uniquement aux membres du fan club. Ensuite, le 6 juin 2011, Matt Heafy, sur son compte Twitter déclare qu'In Waves est la chanson titre de l'album. Le 17 juin, le clip vidéo pour In Waves est dévoilé.
Le 19 juin, Trivium joue pour la première fois In Waves, Black et Dusk Dismantled pendant un concert à Birmingham au Royaume-Uni.
Le 26 juin, Paolo Gregoletto monte une opération auprès de ses fans sur Twitter pour que ces derniers aillent twitter sur le profil de Roadrunner Records dans le but de dévoiler la chanson Dusk Dismantled. Le 28 juin, la chanson est dévoilée aux membres du fan club avec l'annonce de sa sortie imminente sur la page officielle Youtube du groupe le 29 juin.
Le 9 juillet, le groupe exécute Inception of the End pour la première fois au Rockstar Mayhem Festival à San Bernardino en Californie. Le 13 juillet, le groupe sort cette chanson en tant que troisième nouveau single.
Le 21 juillet, Black et Built to Fall peuvent être entendues sur plusieurs stations de radio américaines. C'est là leur première apparition officielle.
Pendant leur participation de cette année au Mayhen Festival, Matt Heafy fait part aux journalistes que Built to Fall sera leur premier single radio.
Dans une interview avec RockItOutBlog!, Corey Beaulieu déclare l'intention de faire un clip vidéo pour leur single Built to Fall à la fin de leur tournée.

## Liste des chansons
Toutes les chansons sont écrites et composées par Trivium, sauf quand cela est signalé.
| Edition classique | Edition classique              | Edition classique | Edition classique | Edition classique | Edition classique | Edition classique | Edition classique | Edition classique | Edition classique |
| No                | Titre                          | Durée             |                   |                   |                   |                   |                   |                   |                   |
| ----------------- | ------------------------------ | ----------------- | ----------------- | ----------------- | ----------------- | ----------------- | ----------------- | ----------------- | ----------------- |
| 1.                | Capsizing the Sea              | 1:30              |                   |                   |                   |                   |                   |                   |                   |
| 2.                | In Waves                       | 5:02              |                   |                   |                   |                   |                   |                   |                   |
| 3.                | Inception of the End           | 3:48              |                   |                   |                   |                   |                   |                   |                   |
| 4.                | Dusk Dismantled                | 4:53              |                   |                   |                   |                   |                   |                   |                   |
| 5.                | Watch the World Burn           | 3:47              |                   |                   |                   |                   |                   |                   |                   |
| 6.                | Black                          | 3:27              |                   |                   |                   |                   |                   |                   |                   |
| 7.                | Built to Fall                  | 3:08              |                   |                   |                   |                   |                   |                   |                   |
| 8.                | Caustic Are the Ties That Bind | 5:34              |                   |                   |                   |                   |                   |                   |                   |
| 9.                | A Skyline's Severance          | 4:52              |                   |                   |                   |                   |                   |                   |                   |
| 10.               | Forsake Not the Dream          | 5:20              |                   |                   |                   |                   |                   |                   |                   |
| 11.               | Chaos Reigns                   | 4:21              |                   |                   |                   |                   |                   |                   |                   |
| 12.               | Of All These Yesterdays        | 4:07              |                   |                   |                   |                   |                   |                   |                   |
| 13.               | Leaving This World Behind      | 1:32              |                   |                   |                   |                   |                   |                   |                   |
| 51:21             |                                |                   |                   |                   |                   |                   |                   |                   |                   |

| 1.  | Capsizing the Sea                                                                                             | 1:30 |
| 2.  | In Waves | 5:02 |
| 3.  | Inception of the End                                                                                          | 3:48 |
| 4.  | Dusk Dismantled                                                                                               | 3:47 |
| 5.  | Watch the World Burn                                                                                          | 4:53 |
| 6.  | Black | 3:27 |
| 7.  | A Skyline's Severance                                                                                         | 4:52 |
| 8.  | Ensnare the Sun                                                                                               | 1:22 |
| 9.  | Built to Fall                                                                                                 | 3:08 |
| 10. | Caustic Are the Ties That Bind                                                                                | 5:34 |
| 11. | Forsake Not the Dream                                                                                         | 5:20 |
| 12. | Drowning in Slow Motion                                                                                       | 4:29 |
| 13. | A Grey So Dark                                                                                                | 2:41 |
| 14. | Chaos Reigns                                                                                                  | 4:07 |
| 15. | Of All These Yesterdays                                                                                       | 4:21 |
| 16. | Leaving This World Behind                                                                                     | 1:32 |
| 17. | Shattering the Skies Above                                                                                    | 4:45 |
| 18. | Slave New World (reprise de Sepultura, Max Cavalera, Igor Cavalera, Andreas Kisser, Paulo Jr., Evan Seinfeld) | 2:58 |

## Musiciens
- Matt Heafy - chant, guitare
- Corey Beaulieu - guitare, chœur
- Paolo Gregoletto – basse, chœur
- Nick Augusto - batterie